# 1961年馬來亞公開羽球錦標賽
1961年馬來亞公開羽球錦標賽，是第20屆馬來亞公開羽球錦標賽。本屆賽事於1961年6月17日-6月19日在馬來亞聯合邦的首都吉隆坡舉行。

## 優勝者
本屆各項目冠亞軍如下：
| 項目     | 冠軍                   | 亞軍          |
| -------- | ---------------------- | ------------- |
| 男子單打 | 詹姆斯·理查·普爾       | 柏利          |
| 女子單打 | 陳玉美                 | 梅心桂        |
| 男子雙打 | 陳貽權 伍文美          | 王保林 葉喬治 |
| 女子雙打 | 陳玉美 塞西莉婭·沙苗爾 | 陳施華 何清玉 |